# Stina Olausson
Stina Jenny Maria Bernhardina Olausson, född Grässon 19 juli 1900, död 17 augusti 1996, var en svensk målare, tecknare och grafiker. 
Olausson studerade vid Tekniska skolan 1919–1923 och vid Isaac Grünewalds målarskola.
Hon genomförde sin debututställning 1948 med landskapspasteller från olika trakter av Sverige. Hon medverkade i Konstakademiens utställning Svenska akvareller 1925–1947. På Galleri Brinken ställde hon 1955 ut teckningar och stenfat med mosaik. Hon målade landskap och porträtt och utförde även träsnitt.
Hon var dotter till bankkamreren Herman Grässon och hans hustru Kristina. Hon gifte sig 1931 med fabrikören Carl Eric Olausson.   